# Día del Mestizo

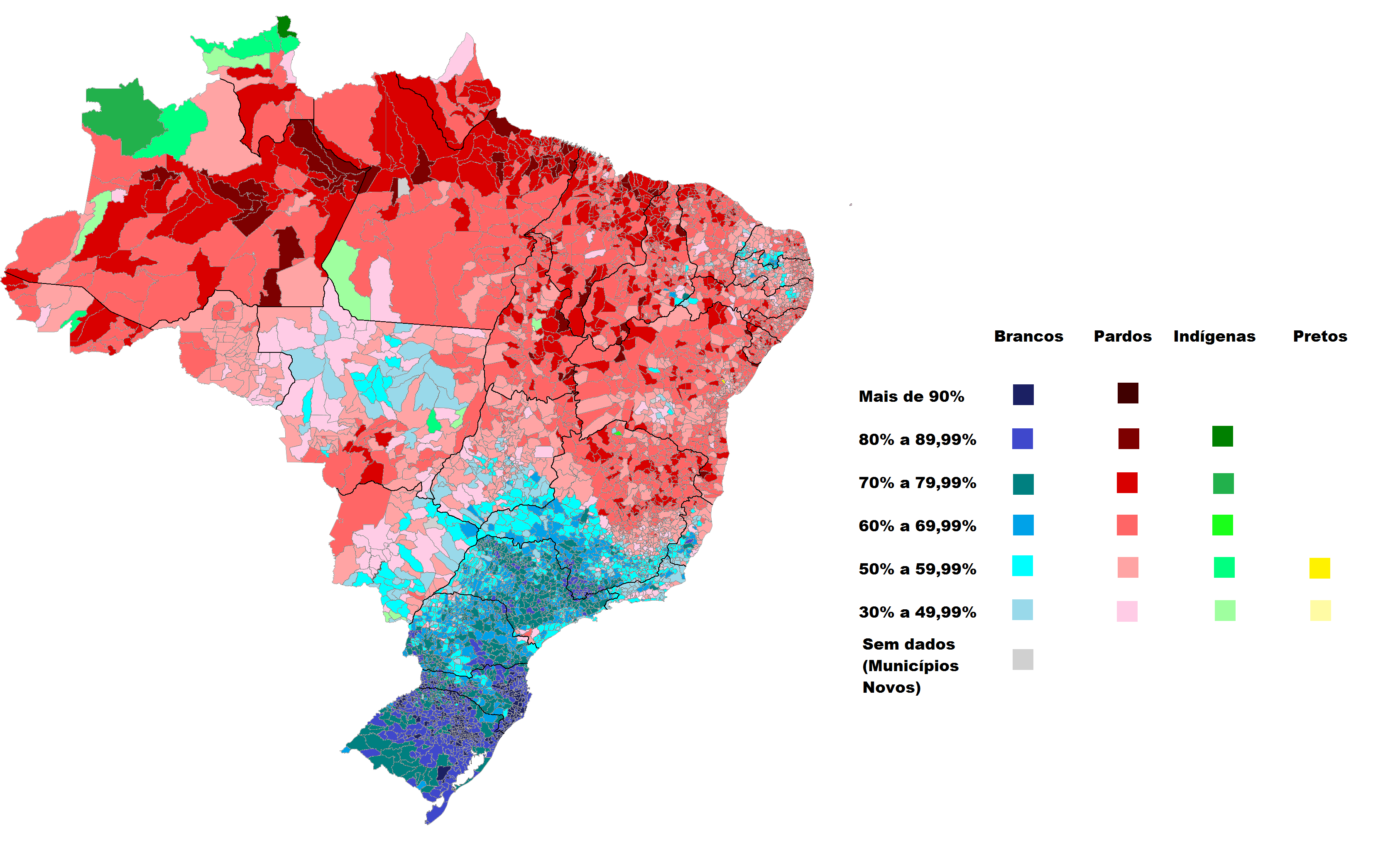
Imagen que muestra el porcentaje de las razas de personas en Brasil en sus municipios. (Blancos, morenos, indígenas y negros.)

Día del Mestizo, la fecha, 27 de junio, es una referencia a los 27 delegados elegidos en la
Primera Conferencia Municipal de Políticas de Promoción de la Igualdad Racial,
celebrada en Manaus, Amazonas, Brasil, del 7 al 9 de abril de 2005 y también el
mes de junio, en que, una mestiza amazónica fue la única delegada
mestiza a asistir a la 1 ª CONAPIR - Conferencia Nacional para la Promoción de
la Igualdad Racial, celebrada en Brasilia, Distrito federal, Brasil, del 30 de
junio al 2 de julio de 2005. El Día del Mestizo se hizo oficial la fecha de la
ciudad de Manaus por la Ley N º 934 del 6 de enero de 2006, escrito por Williams
Tata y la idealización del periodista Assis Pinho, del Movimiento Nación
Mestiza (Nação Mestiça).
El 21 de marzo de 2006, el Día Internacional para la Eliminación de la
Discriminación Racial, el gobernador Eduardo Braga sancionado la Ley N º
3044, haciendo Día del Mestizo una fecha oficial del Estado de Amazonas. El
Día del Mestizo pretende honrar a aquellos que tienen más de una origen étnica
(cholos, mulatos, zambos y otros) y su colaboración para unidad nacional. Hoy es fecha
oficial en varios estados brasileños y es fiesta en la ciudad de Altazes. Es celebrada en EE. UU. con el nombre Mixed-Race Day. La fecha de 27 de junio es también el Día Mundial del Mestizo.